# Amathia lamourouxi
Amathia lamourouxi is een mosdiertjessoort uit de familie van de Vesiculariidae. De wetenschappelijke naam van de soort is voor het eerst geldig gepubliceerd in 1987 door Chimonides.